# Mario Rolón Anaya
Mario Rolón Anaya (Cochabamba, Bolivia, 12 de enero de 1927-Cochabamba, Bolivia, 10 de enero de 2013) fue un político, catedrático y escritor boliviano. Fue ministro de Estado de las carteras de Trabajo y Relaciones Exteriores y embajador de su país en diversos países y organismos internacionales. Es autor de distintas obras de análisis político y sociológico entre las que se destaca "Política y Partidos en Bolivia", donde trata sobre las ideas políticas y presenta un estudio sobre los partidos bolivianos.
Estuvo casado con Blanca Roth, con quien tuvo cuatro hijos. Falleció en enero del año 2013, dos días antes de cumplir 86 años.

## Formación
Hijo de Adalberto Rolón de Valdivia, de familia española-paraguaya y Graciela Anaya Claros, cochabambina. Estudió en la Escuela Mixta de su ciudad durante los años 1936 a 1938, año en el que debido al exilio político de su padre su familia se traslada a las ciudades peruanas de Arequipa y Puno, donde prosiguió sus estudios secundarios. La familia retornó al país en 1944 y Mario Rolón concluyó sus estudios en los colegios "Ayacucho" de La Paz y "Bolívar" de Cochabamba, entre los años 1944 a 1946.
El año 1947 ingresó a la Facultad de Derecho de la Universidad Mayor de San Simón de Cochabamba obteniendo en 1951 el grado de Licenciatura Mayor en Derecho, Ciencias Sociales, Políticas y Económicas.

## Carrera
Inició su carrera ejerciendo en la Corte Superior del Distrito de Cochabamba el año 1952. De 1956 a 1974 se desempeñó como profesor de la materia de Derecho Constitucional y Sociología Económica en la Universidad Mayor de San Andrés de La Paz. Durante esa época escribió muchos artículos de análisis en periódicos, trabajo que le permitió ser reconocido por el decano de la prensa nacional El Diario, periódico del cual fue director entre los años 1961 y 1963.
En 1967 fue embajador delegado ante la Asociación Latinoamericana de Libre Comercio (ALALC) en Montevideo con la instrucción de negociar el ingreso de Bolivia a ese organismo. Posteriormente, de 1967 a 1968 y durante el gobierno de René Barrientos Ortuño, fue ministro de trabajo y seguridad social, cartera que volvió a ocupar de 1969 a 1970 durante el gobierno de Alfredo Ovando Candia.
Entre 1974 y 1976 fue miembro del Consejo Nacional de Educación Superior que reorganizó la educación universitaria.
Fue embajador en Venezuela entre los años 1977 a 1978 durante el gobierno de facto de Hugo Bánzer Suárez y ante la Organización de las Naciones Unidas los años 1979 y 1980, en el gobierno de David Padilla Arancibia. Ministro de Relaciones Exteriores en 1981 durante el gobierno de facto de Luis García Meza Tejada. Senador de la República en la gestión 1985-1989 durante el gobierno de Víctor Paz Estenssoro y embajador ante la Organización de Estados Americanos de 1990 a 1993 durante el gobierno de Jaime Paz Zamora.
Después de varios años de retirarse de la vida pública, falleció el 10 de enero de 2013 en la ciudad de Cochabamba.

## Obras
Como escritor resalta su trabajo en el género político, en derecho, sociología y economía. Sus obras son:
- Sociedad y Desarrollo, 1963, con reediciones de 1964 y 1968. Escrita a lo largo de 10 años y publicada originalmente en 1963. La última edición de 1968 contiene además temas relativos a la sociología del comportamiento humano y los problemas de la integración económica continental desde su problemática sociológica.[4]

- Política y Partidos en Bolivia, 1966, reeditada y actualizada en los años 1987 y 1999. Libro usado como texto universitario, de gran importancia por su contenido. Siete capítulos depara el autor a temas sobre ideas políticas y partidos (el fenómeno político, historia de las ideas políticas, tendencias universales de la política, el individualismo liberal, el socialismo, los partidos políticos: origen, evolución y estructura y concepciones sociológicas, psicológicas políticas y jurídicas de los partidos políticos). Dedica la segunda parte a una historia detallada de la sociopolítica de Bolivia para finalmente, en la tercera parte, presentar un estudio de los partidos políticos bolivianos, tratando en cada caso desde sus antecedentes históricos, hasta sus propuestas programáticas.[5]

- Problemas y contradicciones del hombre actual, 1968. Ensayos reunidos por el autor desde su juventud, que proponen una visión general del proceso ideológico de nuestro tiempo. Es un análisis práctico de algunos problemas y contradicciones del hombre actual planteando una solución humanista en una nueva sociedad. Es una descripción crítica del “ascenso y caída de la razón” en la filosofía contemporánea y de las contradicciones que desgarran la vida del hombre con el choque de la vida cultural con lo material.[6]

- La crisis universitaria, 1975. Análisis de la situación de las universidades estatales de Bolivia en la época en la que el autor era miembro del Consejo Nacional de Educación Superior. Este estudio contribuyó a reorganizar y fortalecer las casas superiores de estudios.

- Democracia, Constitución y Parlamento en Bolivia, 1989. Libro fundamental de la biblioteca de derecho parlamentario en Bolivia. Un estudio sobre la democracia, una historia del parlamento, una introducción al derecho parlamentario y los textos de la constitución política y todos los reglamentos legislativos. El autor desempeñó un papel protagónico en la proyección de leyes como la de Partidos Políticos, de Reformas Constitucionales y Descentralización Administrativa.[7]